# تل گبری (تل بردی)
تل گبری (تل بردی) مربوط به دوران‌های تاریخی پس از اسلام است و در شهرستان بهبهان، روستای آهنگران واقع شده و این اثر در تاریخ ۱۱ دی ۱۳۸۰ با شمارهٔ ثبت ۴۶۸۱ به‌عنوان یکی از آثار ملی ایران به ثبت رسیده است.